# Socorro do Piauí
Socorro do Piauí là một đô thị thuộc bang Piauí, Brasil. Đô thị này có diện tích 692,99 km², dân số năm 2007 là 4593 người, mật độ 6,63 người/km².